# Spilornis
Spilornis is een geslacht van vogels uit de familie van de havikachtigen (Accipitridae). De wetenschappelijke naam van het geslacht is voor het eerst geldig gepubliceerd in 1840 door Gray.
Het zijn middelgrote roofvogels die leven in bossen van zuidelijk Azië. Ze worden allemaal in het Nederlands slangenarend genoemd. Arenden uit de geslachten  Eutriorchis en Circaetus (merendeels Afrikaanse slangenarenden) heten ook zo, wat verwarrend kan zijn. Alle Spilornisarenden hebben een donkere kruin en heldergele ogen met rondom een gele naakte huid.

## Soorten
De volgende soorten zijn bij het geslacht ingedeeld:
- Spilornis cheela − Indische slangenarend
- Spilornis elgini − Andamanenslangenarend
- Spilornis holospilus − Filipijnse slangenarend
- Spilornis kinabaluensis − Kinabaluslangenarend
- Spilornis klossi − Groot-Nicobarslangenarend
- Spilornis rufipectus − Sulawesislangenarend